# Câu lạc bộ bóng đá Đồng Tháp
Dong Thap FC é um time de futebol vietnamita que está situado na cidade de Cao Lãnh e atualmente disputa a V-Liga, a primeira divisão do país.

## Notáveis Jogadres
- Artem Yashkin